# Tununak
Tununak (Tununeq en langue Yupik) est une census-designated place d'Alaska aux États-Unis dans la Région de recensement de Bethel dont la population était de 327 habitants en 2010.

## Situation - climat
Elle est située sur une petite baie sur la côte nord-est de l'Île Nelson, à 185 km au nord-ouest de Bethel et à 835 km au nord-ouest d'Anchorage.
Les températures vont de 6 °C à 15 °C en été et de −17 °C à −7 °C en hiver avec des extrêmes de 27 °C et de −37 °C.

## Histoire
En 1878 le naturaliste Edward William Nelson avait trouvé là 6 habitants. En 1889, une mission jésuite construisait une chapelle et y ouvrait une école. Mais les religieux rencontrèrent de nombreuses difficultés avec les fortes traditions locales. La mission s'acheva en 1892. En 1925 et 1929 une école et un magasin de fournitures générales s'établirent. Dès les années 1950, la vie de la population changea énormément sous l'influence de la vie extérieure à leurs traditions, écoles, dispensaires, établissement de pêche commerciale. En 1970, les attelages de traîneaux à chiens ont été remplacés par des motoneiges, et d'autres traditions locales ont été oubliées.

## Démographie
| 1880 | 1890 | 1940 | 1950 | 1960 | 1970 |
| ---- | ---- | ---- | ---- | ---- | ---- |
| 8    | 48   | 65   | 112  | 183  | 274  |

| 1980 | 1990 | 2000 | 2010 | - | - |
| ---- | ---- | ---- | ---- | - | - |
| 298  | 316  | 325  | 327  | - | - |

## Sources et références
- (en) CIS

- (en) Cet article est partiellement ou en totalité issu de l’article de Wikipédia en anglais intitulé « Tununak, Alaska » (voir la liste des auteurs).

1. ↑  « Statistiques des États-Unis - Alaska - Profils des communautés de 2010 » (consulté en novembre 2020)